# Степан Апраксин
Степан Фјодорович Апраксин (рус. Степан Фёдорович Апраксин, 1702-1758) био је руски маршал.

## Војна служба
Као рођак руског генерал-адмирала Фјодора Матвејевича Апраксина (1661-1728), блиског сарадника Петра Великог, Степан Апраксин је брзо напредовао захваљујући пореклу и везама на двору. Учествовао је у руско-турском рату (1735—1739). У седмогодишњем рату против Пруске наименован је 1757. за главног заповедника руских снага. И поред победе код Грос Јегерсдорфа, овај успех због неодлучности није искористио. Неочекивано је повукао армију у Тилзит (Совјетск), а затим све до руске границе. Због тога је смењен, затворен и стављен под ратни суд. Умро је пре завршетка истраге. Касније је рехабилитован.